# 青溪镇 (镇远县)
青溪镇，是中华人民共和国贵州省黔东南苗族侗族自治州镇远县下辖的一个乡镇级行政单位。

## 行政区划
青溪镇下辖以下地区：
青溪社区、下河村、东门村、河东村、大塘村、鸡鸣村、后山村、甘溪村、坪阳村、关口村、姚湾村、柏杨村、铺田村、红光村、后溪村、大龙村和桃坡村。